# Launen eines Flusses
Launen eines Flusses, Fernsehlangtitel Launen eines Flusses – Exil in Afrika, ist ein französisches Filmdrama von Bernard Giraudeau aus dem Jahr 1996.

## Handlung
Im Februar 1786 duelliert sich Jean-François de La Plaine mit einem Freund des Königs und tötet ihn dabei. Der König strafversetzt Jean-François daraufhin in die Kolonien: Er soll Gouverneur von Cap St. Louis an der Westküste Afrikas werden. Jean-François verlässt seine Geliebte Louise und seine alte Tante und segelt in die Kolonie. Hier trifft er unter anderem den Kommandanten de Blanet, der vor Ort sesshaft geworden ist und mit einer Einheimischen zwei Kinder gezeugt hat, und den musisch und künstlerisch begabten Pierre Combaud, der ihm ein Freund wird. Zudem macht ihm die reiche Anne Brisseau den Hof, deren Vater ein Weißer war. Sie lädt ihn zu sich ein und gibt ihm zu Ehren einen Empfang. Beide schlafen schließlich miteinander, auch wenn Jean-François mit Louise in Briefkontakt bleibt.
Jean-François bricht mit seinen Gefolgsleuten zu einer mehrtägigen Reise zum einheimischen Prinz Moktar auf, mit dem er Sklaven und Gold handeln will. Moktar schenkt dem Gast eine junge Sklavin. Nur zögernd nimmt Jean-François das Geschenk an. Er nennt die 12-Jährige Amélie und lehrt sie Französisch. Er plant zunächst, sie auszubilden, um sie Louise als Hausmädchen zu schicken. Zwei Jahre später ist Amélie eine Jugendliche, spricht perfekt Französisch und kann lesen und schreiben. Anne Brisseau würde sie Jean-François gerne als Sklavin abkaufen, doch lehnt der ab. Er richtet ihr ein eigenes Zimmer ein und lehrt sie Instrumente zu spielen und zu rechnen. Gemeinsam spielen sie Brettspiele. In Frankreich beginnt unterdessen die Revolution, vom Sturm auf die Bastille berichtet und auch in anderen Ländern beginnt der Umsturz, so erhalten die Vereinigten Staaten mit George Washington ihren ersten Präsidenten. Jean-François glaubt, er könnte nach Frankreich zurückkehren, sieht Amélie inzwischen jedoch wie seine Tochter an, die er nicht zurücklassen würde.
Amélie sieht eines Abends Jean-François und Anne Brisseau beim Liebesspiel. Als Jean-François mal wieder auf einer Reise zu einem Stammeskönig ist, um dort im Namen Frankreichs die Einrichtung eines Hafens für den Sklavenhandel zu besprechen, läuft Amélie weg. Bei Jean-François’ Rückkehr ist sie schon zwei Tage verschwunden. Gegen den Willen des Kommandanten bricht Jean-François mit kleiner Gefolgschaft auf, um sie zu suchen. Sie reiten mehrere Tage lang gen Osten und erfahren, dass Amélie mit anderen Frauen von Mauren gefangen genommen wurde. Jean-François und seine Männer können die Mauren aufspüren und Amélie befreien.
Jean-François ist nun fünf Jahre im Exil, weiß jedoch, dass neue Gouverneure ernannt wurden und er Afrika bald verlassen muss, auch wenn er seine Zukunft nicht mehr in Frankreich sieht. Er hat in Amélie eine Geliebte gefunden und trifft sich nicht mehr mit Anne Brisseau. Amélie eröffnet ihm, dass sie ein Kind von ihm erwartet. Jean-François hofft, dass sein Kind ein Weltbürger wird. Eines Tages kommt ein französisches Schiff mit seiner Ablöse an. Die hochschwangere Amélie entschließt sich, ihr Kind in einer Missionsstation zur Welt zu bringen und verlässt Jean-François, der verspricht, zurückzukehren. Er nimmt Zeichnungen, die Amélie zeigen, mit nach Frankreich.
Der Erzähler, Jean-François’ Sohn, berichtet, dass Jean-François nicht vom Nationalkonvent hingerichtet wurde, wie er befürchtet hatte. Er kehrte nach einiger Zeit nach Cap St. Louis zurück und traf seinen kleinen Sohn. Amélie sah er jedoch nicht wieder; sie war 1792 bei der Geburt des Kindes gestorben.

## Produktion
Launen eines Flusses war nach L’autre der zweite und letzte Kinolangfilm, den Schauspieler Bernard Giraudeau als Regisseur drehte. Der Film beruht lose auf dem Journal inédit du second séjour au Sénégal von Stanislas de Boufflers sowie auf Werken von Jean-Louis Leconte, Jean-Louis Bertuccelli und Chantal Villepontoux-Chastel. Die Dreharbeiten fanden in Frankreich und im Senegal, darunter in Sine-Saloum, in Fouta Toro und Saint-Louis, statt. Die Kostüme schufen Marylin Fitoussi und Delphine Provent, die Filmbauten stammen von Yan Arlaud, Bertrand L’Herminier und Alain Pitrel. Bernard Giraudeaus Tochter Sara Giraudeau gab im Film in einer kleinen Nebenrolle als junge Frau ihr Leinwanddebüt.
Französischer Kinostart von Launen eines Flusses war am 3. April 1996. Die deutsche Erstaufführung fand am 24. Oktober 2002 statt. Das Erste zeigte den Film in der Nacht vom 3. zum 4. November unter dem Langtitel Launen eines Flusses – Exil in Afrika erstmals im deutschen Fernsehen.

## Auszeichnungen
Launen eines Flusses wurde 1997 für einen César in der Kategorie Beste Filmmusik und Beste Kamera nominiert.